# Phare de Balaclava
Le phare de Balaclava est un phare construit au bout de la jetée du port de Fraserburgh, en baie de Banff dans l'ancien comté d'Aberdeenshire (maintenant intégré dans le Grampian, au nord-est de l'Écosse.
Ce phareest géré par l'autorité portuaire de Fraserburgh.

## Histoire
Ce phare de port est une tour ronde en pierre de 21 m de haut, avec galerie et lanterne. La tour est peinte en blanc avec une bande horizontale rouge étroite en son miliey et la lanterne est peinte en noir. Une corne de brume émet un blast toutes les 20 secondes et sert au retour aux bateaux de pêche en temps de brouillard. Le feu, à 26 m au-dessus du niveau de la mer, émet
Identifiant : ARLHS : SCO-271 - Amirauté : A3312 - NGA : 2788.

### Lien connexe
- Liste des phares en Écosse